# Lista över galaxer

## Namngivna galaxer
| Bild | Galax                    | Stjärnbild               |
| ---- | ------------------------ | ------------------------ |
|      | Andromeda                | Andromeda                |
|      | Messier 64               | Berenikes hår            |
|      | Bodes galax              | Stora björnen            |
|      | ESO 350-40               | Bildhuggaren             |
|      | Cigarrgalaxen            | Stora björnen            |
|      | Kometgalaxen             | Bildhuggaren             |
|      | Cosmos Redshift 7        | Sextanten                |
|      | PGC 54559                | Ormen                    |
|      | Stora magellanska molnet | Svärdfisken/Taffelberget |
|      | Lilla magellanska molnet | Tukanen                  |
|      | Arp 148                  | Stora björnen            |
|      | Vindsnurregalaxen        | Stora björnen            |
|      | Sombrerogalaxen          | Jungfrun                 |
|      | Solrosgalaxen            | Jakthundarna             |
|      | Arp 188                  | Draken                   |
|      | Messier 51               | Jakthundarna             |
|      | UGC 5497                 | Stora björnen            |

- Abell 1835 IR1916
- Centaurus A
- M32
- M33 - Ä.k. NGC 598/Triangelgalaxen
- M49
- M51 - Ä.k. NGC 5194/Malströmsgalaxen
- M59
- M82 - Ä.k. Cigarrgalaxen
- M83 - Ä.k. NGC 5236/Södra Vindsnurregalaxen
- M84
- M87 - Ä.k. NGC 4486
- M89
- M100 - Ä.k. NGC 4321
- M108 - Ä.k. NGC 3556
- M109 - Ä.k. NGC 3992
- M110 - Ä.k. NGC 205
- Magellanska molnen
- UGC 6923
- UGC 6940
- UGC 6969
- Vintergatan